# Bacan (grupa etniczna)
Bacan – austronezyjska grupa etniczna z prowincji Moluki Północne w Indonezji, zamieszkująca wyspy Bacan na południowy zachód od Halmahery. Ich populacja wynosi 3500 osób. Wyznają przede wszystkim islam.
Do momentu zjednoczenia w ramach Sułtanatu Bacanu społeczność składała się z szeregu grup, na czele których stali ambasya bądź datu. Za czasów sułtanatu wprowadzono tytuły sangaji i kumelaha.
Ich pierwotny język to malajski wyspy Bacan (bahasa Bacan) z wielkiej rodziny austronezyjskiej, będący archaiczną odmianą języka malajskiego. Na tle okolicznych odmian języka malajskiego wyróżnia się tym, że nie jest językiem handlowym ani mieszanym. Przodkowie ludu Bacan mieli kilkaset lat temu wyemigrować z Borneo, zachowując swój język ojczysty. Nie stwierdzono istnienia wcześniejszego języka etnicznego.
Wyspy Bacan zamieszkiwane są także przez migrantów z Halmahery (grupy etniczne Galela i Tobelo) i Makian (grupa etniczna Makian). Wpływy innych języków znacznie rzutowały na kształt malajskiego wyspy Bacan. Głównym środkiem komunikacji międzyetnicznej jest malajski wyspy Ternate.